# 弗拉加尼亚诺
弗拉加尼亚诺（義大利語：Fragagnano），是意大利塔兰托省的一个市镇。总面积22平方公里，人口5464人，人口密度248.4人/平方公里（2009年）。ISTAT代码为073006。